# Лучай (озеро)
Лучай (бел. Лучай) — озеро в Поставском районе Витебской области Белоруссии в бассейне реки Дисна (приток Западной Двины.

## Физико-географическая характеристика
Площадь поверхности озера 2,51 км², длина 3,9 км, наибольшая ширина 1,45 км. Наибольшая глубина озера достигает 3,2 м, средняя глубина — 1,8 м. Длина береговой линии 12,1 км, площадь водосбора — 19,1 км².
Озеро расположено в Поставском районе в 8 км к западу от агрогородка Дуниловичи и в 17 км к юго-востоку от города Поставы. На северо-восточном берегу озера располагается деревня Лучай, на юго-восточном — Гавриловичи. С запада к озеру примыкает заболоченный лес. На западном берегу озера находится исток реки Лучайка, впадают в озеро несколько ручьёв и протоки из соседних озёр Лисицкое и Бабье.
Озеро имеет слегка вытянутую с севера на юг форму, в северной части изгибается, переходя в залив, вытянутый в северо-западном направлении. Береговая линия извилистая, есть ряд полуостровов и островов. Озеро сильно зарастает, ширина полосы прибрежной растительности 30-200 м, распространена до глубины 1,1 м. Северо-западный залив зарастает полностью.
Котловина озера термокарстового типа. Склоны котловины имеют высоту до 13 м, распаханы или под лугом. На юге и юго-западе склоны низкие, заболоченные, поросшие лесом. На севере, западе и северо-западе невысокие участки (3-5 м) чередуются с заболоченными низинами.

### Берега, рельеф дна
Берега низкие, преимущественно заболоченные, на севере и юге местами торфянистые, местами сплавные. Вокруг озера заболоченная пойма шириной до 70 м, под кустарником. Дно озера плоское, всего на озере шесть островов общей площадью 0,09 км². Ложе выстлано сапропелем, вдоль берегов неширокая прерывистая полоса песчаных отложений. Глубины до 2 метров занимают 58 % площади озера.

### Фауна
В озере водятся щука, лещ, плотва, карась, окунь, линь и другие виды рыб.